# هزه‌بوران
هزارباران (هزه بران)یکی از روستاهای استان آذربایجان شرقی است که در دهستان سردصحرا بخش مرکزی شهرستان تبریز واقع شده‌است.این روستا ۱۱۲۵ نفر جمعیت دارد.

## موقعیت جغرافیایی
روستا به لحاظ موقعیت جغرافیایی روستای هزار باران (هزه بران)یکی از روستاهای بسیار زیبا ، تاریخی ، با طبیعت بکر و رودخانه فصلی شهرستان تبریز و از بخش مرکزی شهرستان تبریز در دهستان سرد صحرا واقع شده‌است. فاصله آن از مرکز شهر حدود ۲۵ کیلومتر می‌باشد. این روستا با روستاهای اطراف خود، با نام‌های انرجان و زینجناب به ۷/۵ و ۷ کیلومتر فاصله دارد.